# 電力館
電力館（でんりょくかん）は、かつて東京電力の子会社である東電ピーアールが運営していた企業博物館。電気や発電、エネルギーに関する展示を行う科学館・PR施設であった。1984年（昭和59年）11月開館。東京都渋谷区神南に所在していたが、2011年（平成23年）5月31日をもって閉館した。

## 概要
渋谷・ファイヤー通り沿いに特徴的なデザインの建物を構えていた。東京電力の企業博物館として、省エネ家電の紹介コーナーを設置したり、原子力発電の仕組みを解説する模型を展示するなどしていた。また歴史に関する企画展なども行われていた。ラジオを中心にCMも打たれていた。
2010年（平成22年）には大規模な改装工事が行われ、同年4月1日より1階から7階の各フロアが順次閉鎖されていた。表記も「Denryoku Kan（電力館）」と改め、翌2011年の3月20日に新装開館する予定となっていた。改装後は「電気を『大切につくる』『大切につなぐ』『大切につかう』」をコンセプトに、「次世代を担う子供たちなどを対象に、地球の未来について考え、コミュニケーションの広がる場」としてリニューアルオープンを予定していた。
だがその直前の3月11日に発生した東北地方太平洋沖地震（東日本大震災）に伴って再開を延期、翌4月時点で全館休館となった。東京電力では震災に伴う福島第一原子力発電所事故なども発生したことから事業の見直しが行われ、同年5月31日をもってそのまま閉館した。また、東京電力の広報子会社であり運営者であった東電ピーアール株式会社も清算されることとなった。
閉館後は建物・土地の売却などが検討されていたが、建物の地下に渋谷地区一帯の電力供給を担う変電所（東京電力パワーグリッド渋谷変電所）がある上、東京電力渋谷支社が併設されていることから売却を断念。土地と建物は継続して東京電力が保有したまま、建物は解体せずシダックスに貸し出し、カラオケボックス「渋谷シダックスホール」として使用され、2013年4月には「シダックスカルチャービレッジ」に店名を変更。カルチャースクールとフィットネスおよび貸し会議室・ホールが運営されている。2016年11月にはインターネットラジオ局・渋谷クロスFMが移転して来た。
なお、廃止された電力館および隣接する東京電力渋谷支社がある場所には、渋谷区成立の4年後である1936年（昭和11年）から1965年（昭和40年）まで渋谷区役所庁舎があった。

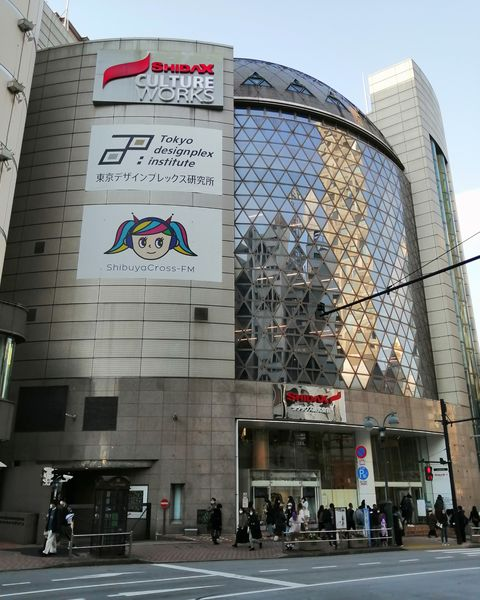
シダックスカルチャービレッジ（撮影：2023年2月）

## 開館当時の情報
- 運営：東電ピーアール株式会社
- 開館時間：10:00～18:00
- 休館日：
  - 毎週水曜日（水曜日が祝日の場合は翌日）
  - 年末年始
- 入館料：無料
- 所在地：東京都渋谷区神南1-12-10

## 2010年から2011年のリニューアル工事前の施設構成
1階＋中2階 TEPCO Plaza
- 電力館ガイダンス
- ミュージアムショップ

2階 TEPCO Plaza
- TEPCOギャラリー
- TEPCOインフォメーション
- 渋谷タウンガイド

3階 Your Stage
- Life Stage
- Quick Spa
- α－Wave Library
- IH Herb Cafe
- Lifestyle Collection
- Powder Room

4階 Switch! Station
5階 Magical Square
6階 Energy World
7階 All About TEPCO
8階
- TEPCOホール

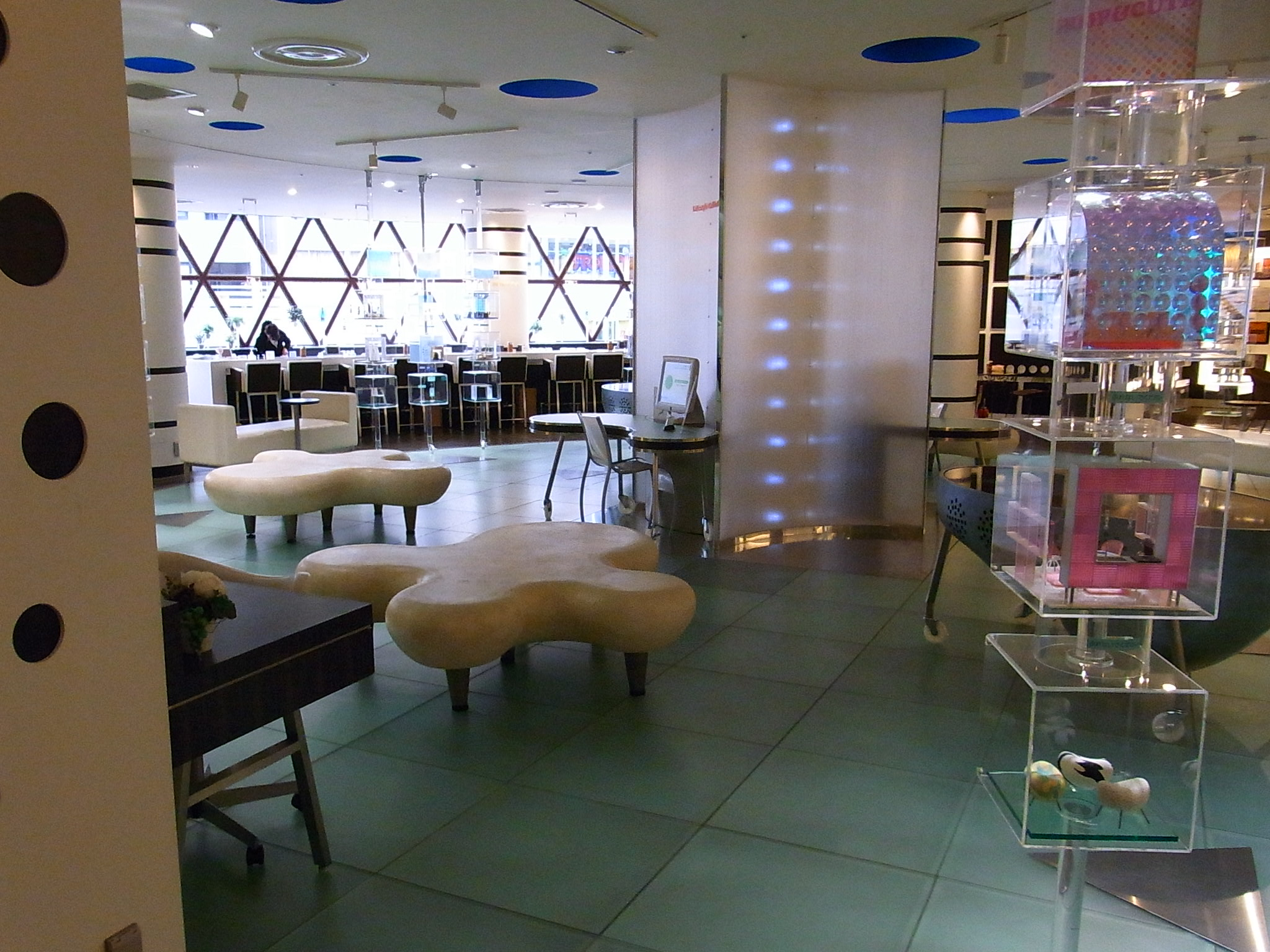
常設展示（2010年2月2日撮影）
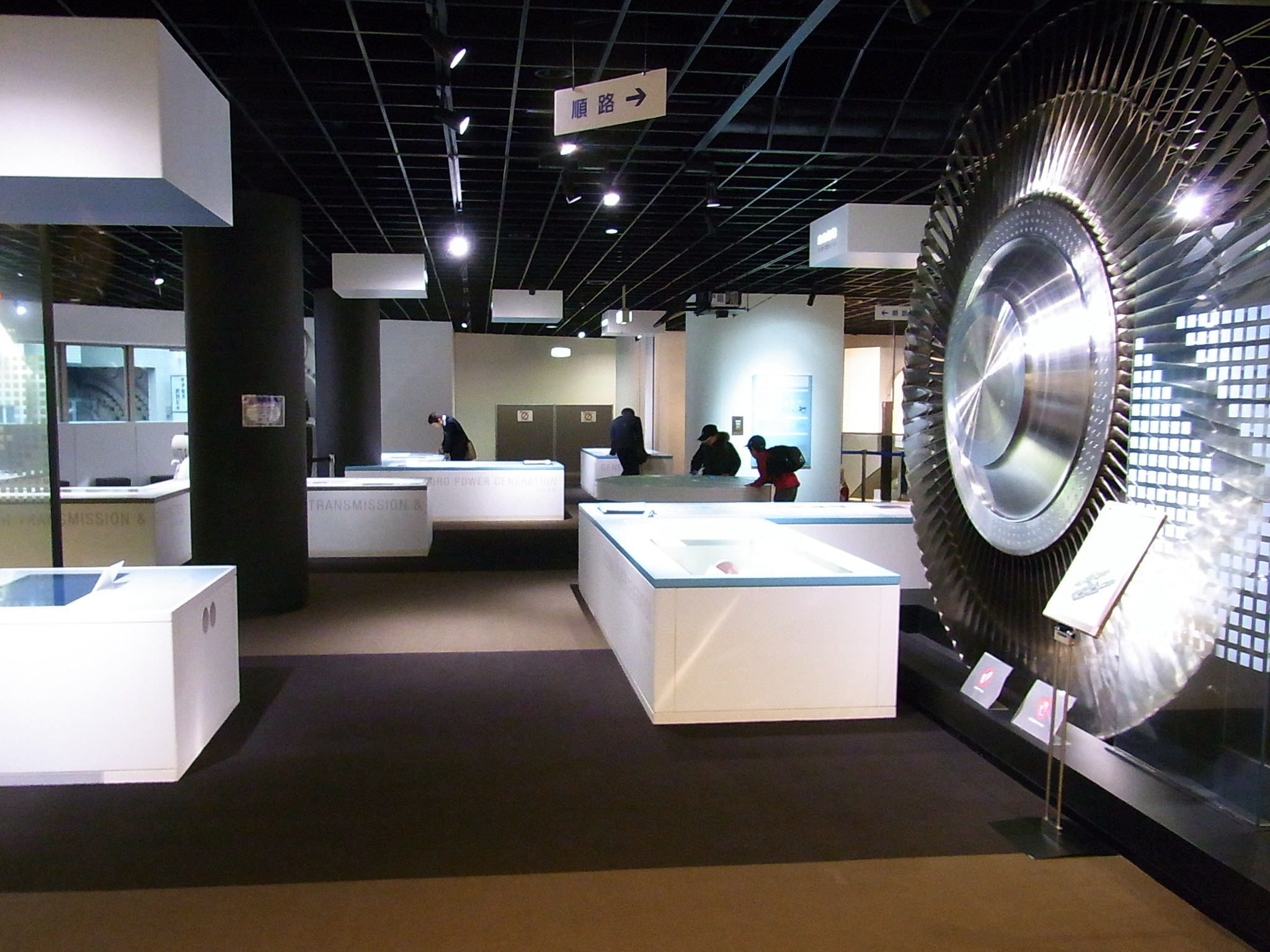
同左（2010年2月2日撮影）

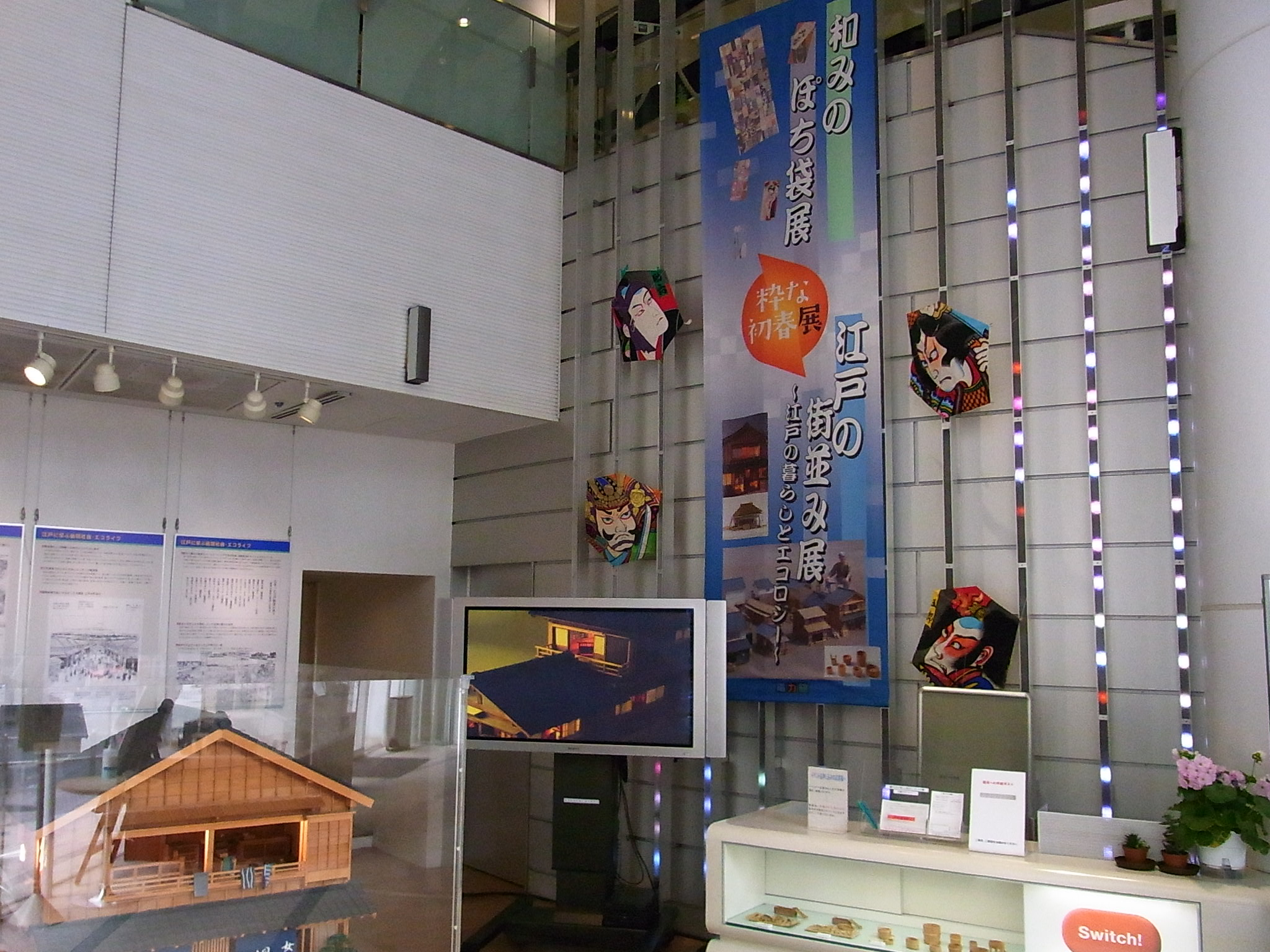
企画展「江戸の街並み展」（2010年2月2日撮影）
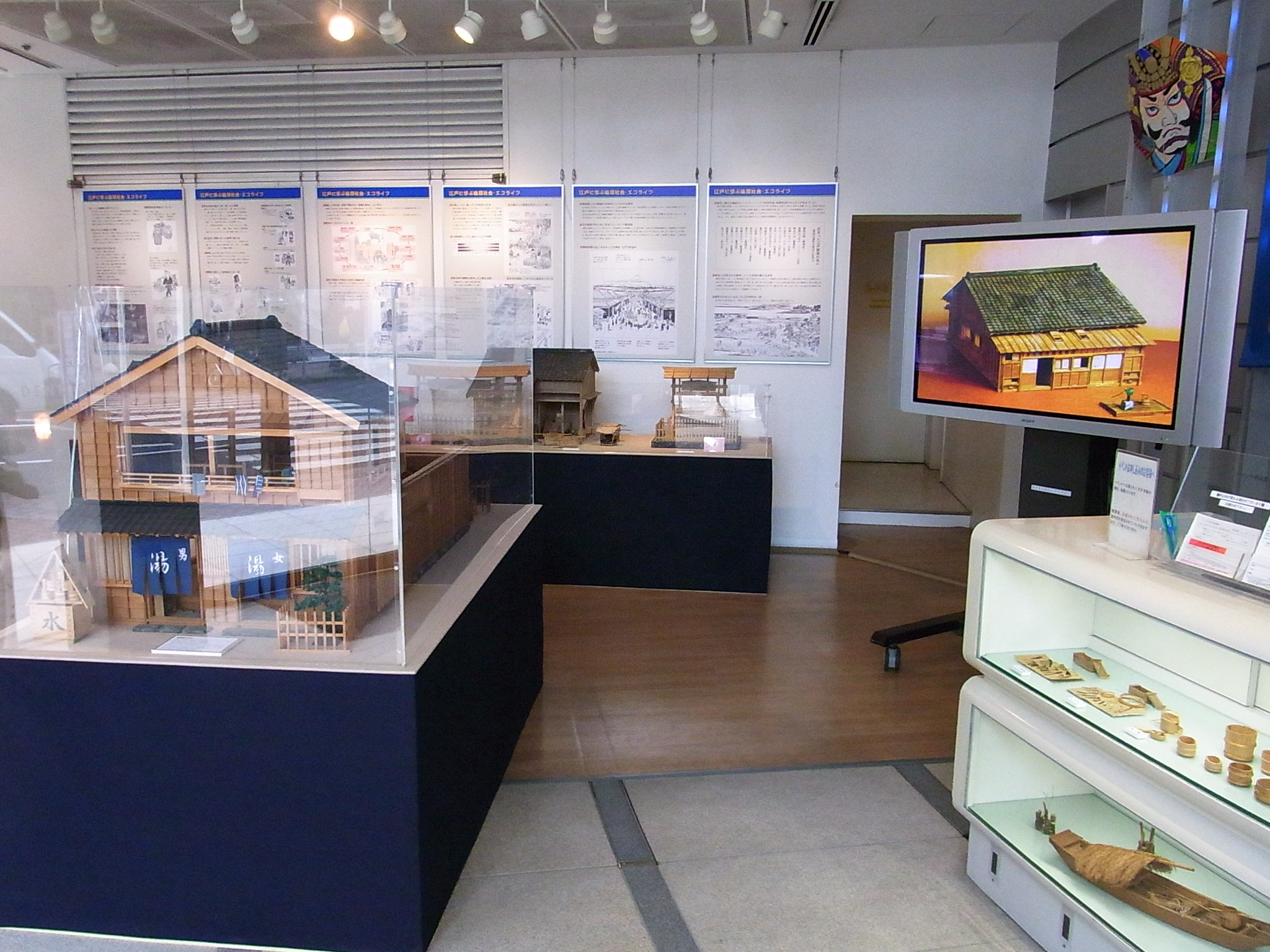
同左（2010年2月2日撮影）
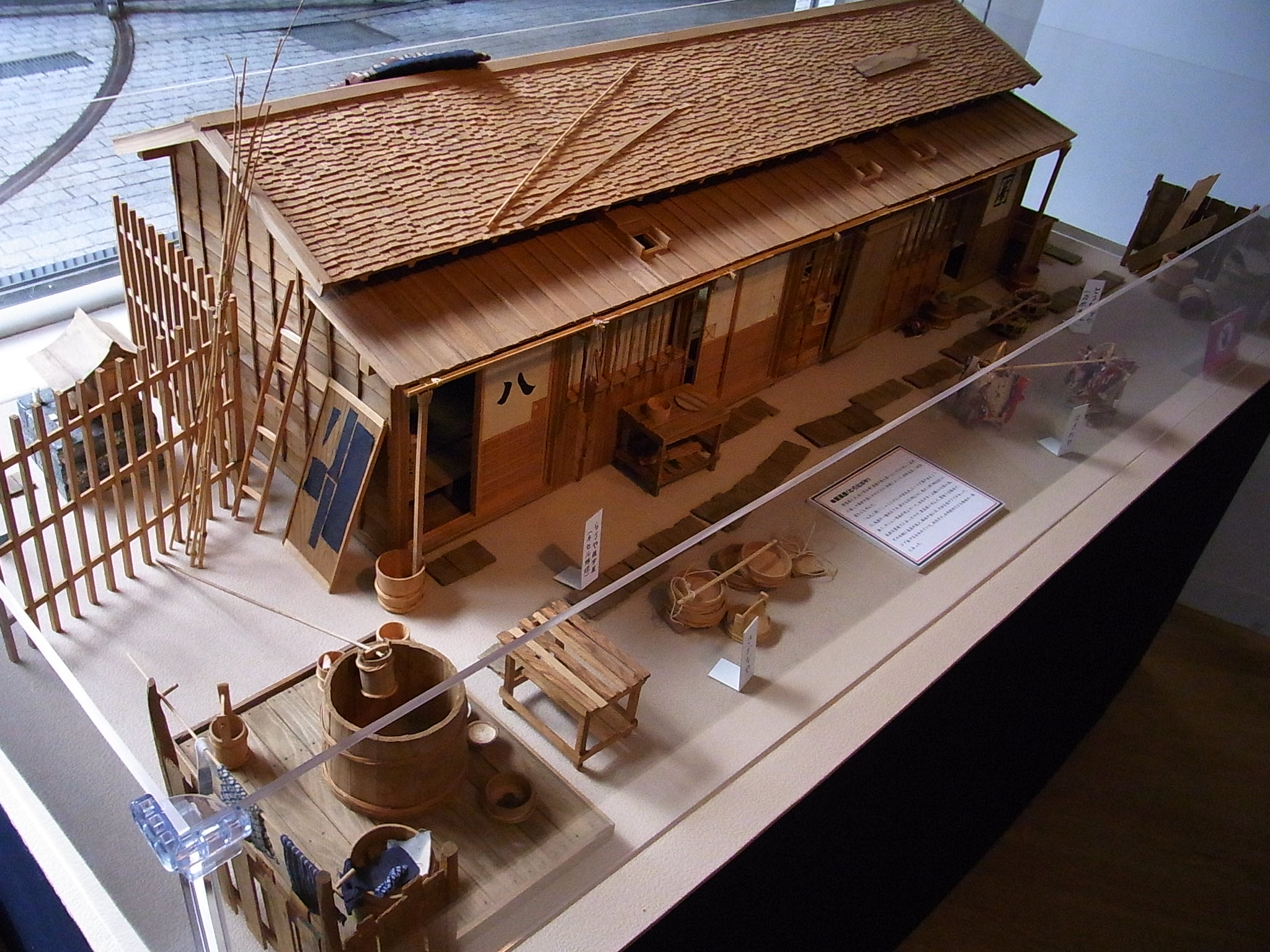
同左（2010年2月2日撮影）
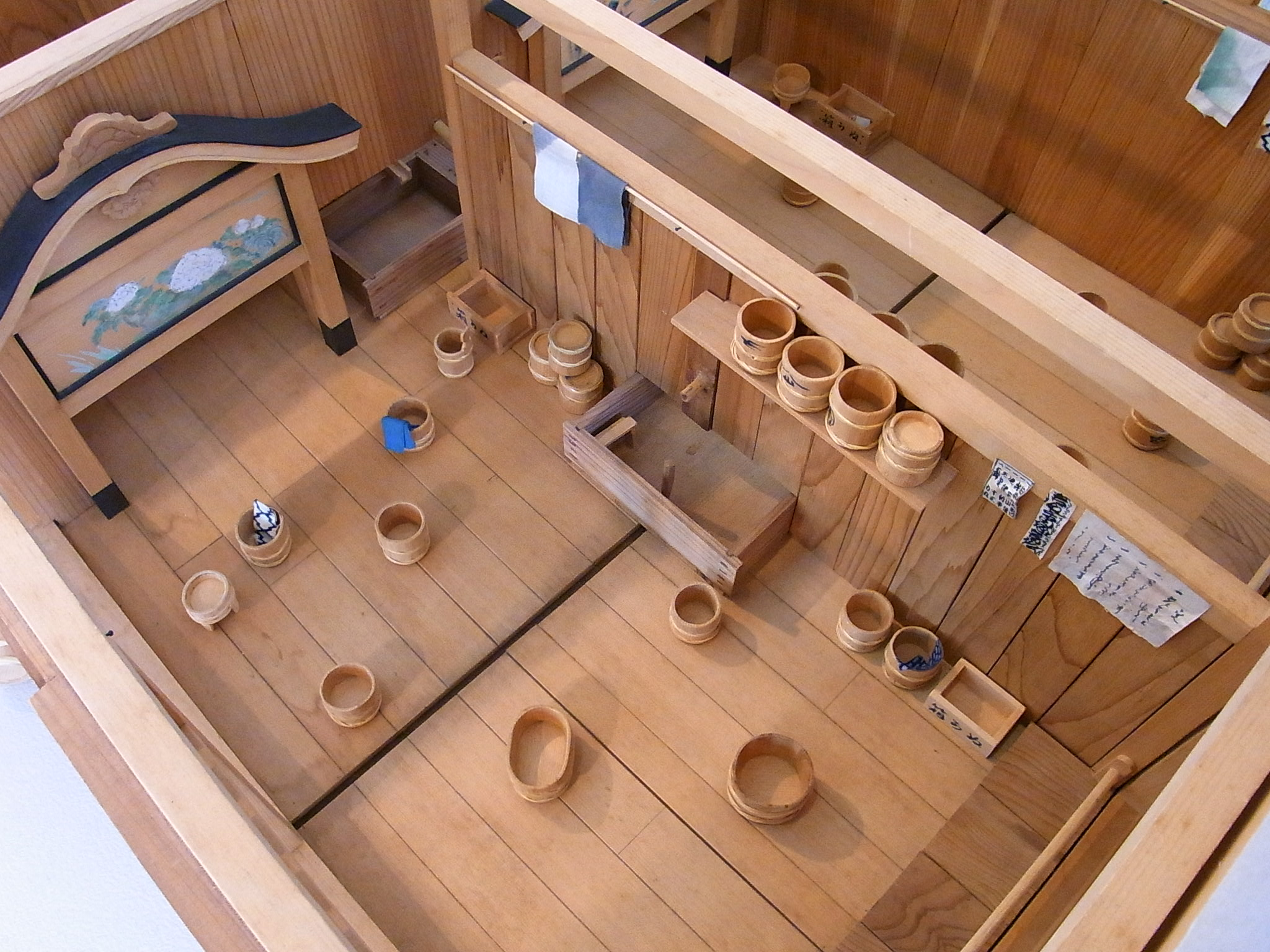
同左（2010年2月2日撮影）
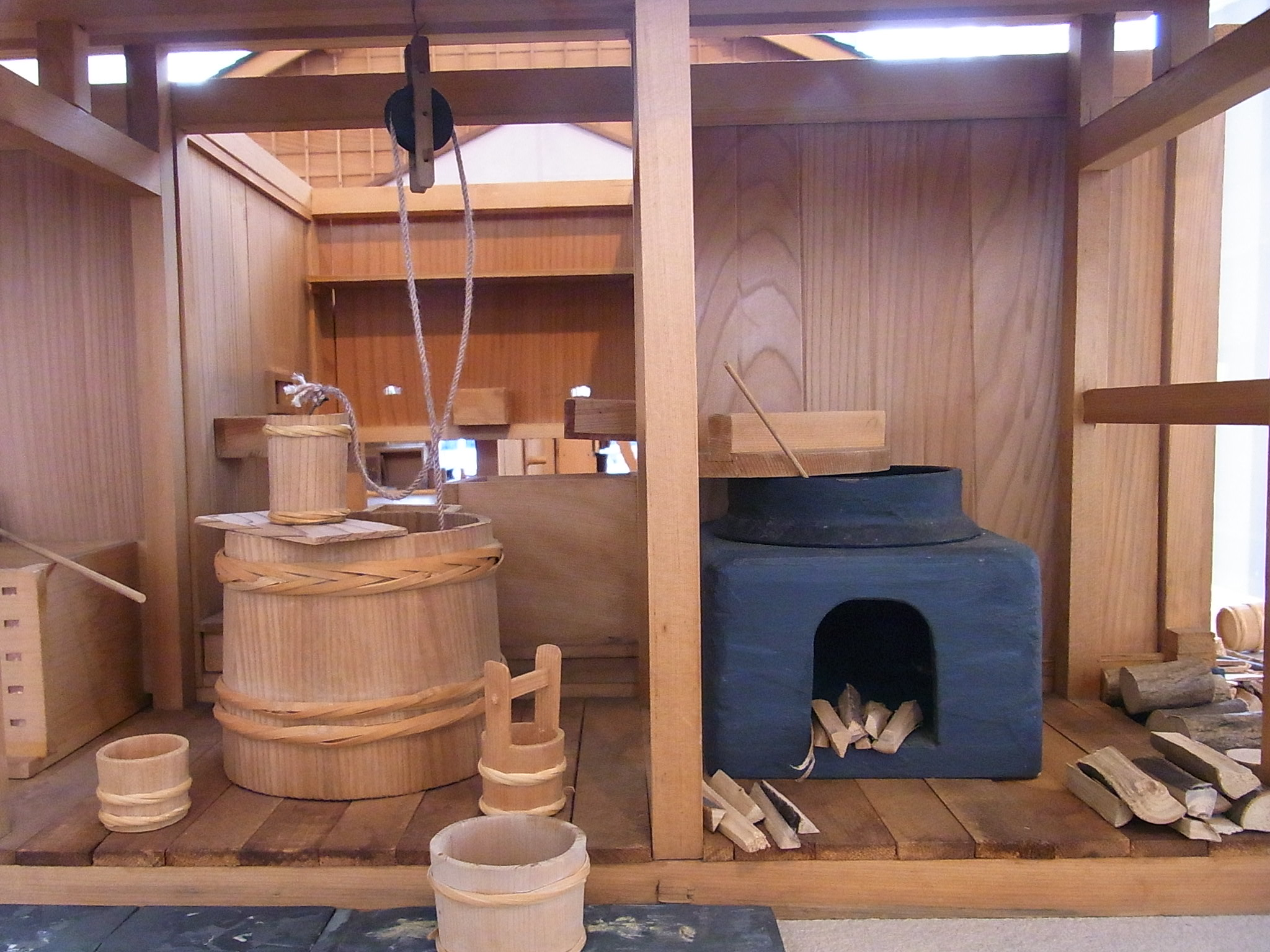
同左（2010年2月2日撮影）

## 2011年のリニューアル後に予定されていた施設構成
この節の出典は、2011年2月10日の東京電力プレスリリース別紙1「電力館 リニューアルの概要」による。
2階展示フロア「大切な地球とともに」
- 東京電力のエコロジーの取り組みと未来へのメッセージを紹介。

3階展示フロア「大切につかう　CO2の少ないくらし」
- 家庭内でできるCO2削減の技術や工夫を紹介。

4階展示フロア「大切につかう　CO2の少ない街づくり」
- ヒートポンプなどの技術を使った、CO2削減のための施設や乗り物を紹介。

5階展示フロア「大切につくる　再生可能エネルギー・大切につなぐ　送配電」
- 自然エネルギーと、送電・配電のしくみについて紹介。

6階展示フロア「大切につくる　原子力発電」
- CO2を出さない原子力発電の可能性と未来について紹介。

7階展示フロア「大切につくる　火力発電・水力発電　CO2の少ない未来へ」
- 地球視点で現在を見つめ、CO2の少ない電気をつくる東京電力の取り組みを紹介。

## かつて存在した電力館以外の東京電力のPR施設
2011年2月10日の東京電力プレスリリース別紙2「東京電力PR施設の概要」を参照。